# Chikkabidare, Tiptur
Chikkabidare là một làng thuộc tehsil Tiptur, huyện Tumkur, bang Karnataka, Ấn Độ.